# Aegus tetsuoi
Aegus tetsuoi es una especie de coleóptero de la familia Lucanidae.

## Distribución geográfica
Habita en Borneo.